# Сиви гибон
Сиви гибон (лат. Hylobates muelleri) је мајмун из фамилије гибона (Hylobatidae), ендемичан за острво Борнео. Настањује тропске шуме.

## Угроженост
Ова врста се сматра угроженом.